# Решетино (Пачелмський район)
Реше́тино (рос. Решетино) — село у складі Пачелмського району Пензенської області, Росія.
Населення — 1181 особа (2010; 1291 у 2002).
Національний склад станом на 2002 рік:
- татари — 100 %